# Radio Paris
Radio Paris war ein französisches Rundfunkunternehmen, das vor allem für seine Propagandasendungen zu den Achsenmächten im Vichy-Regime während des Zweiten Weltkriegs bekannt war.
Radio Paris entwickelte sich aus dem ersten privaten Radiosender Frankreichs namens Radiola, der 1922 vom französischen Pionieringenieur Émile Girardeau gegründet wurde.  Am 29. März 1924 wurde der Sender zu Radio Paris und blieb dies bis zum 17. Juni 1940. Im Dezember 1933 ging er als wichtigster Sender des Landes in Staatsbesitz über.  Von Juli 1940 bis August 1944 behielt der Sender seinen Namen, wurde dann aber von Nationalsozialisten und vom Vichy-Regime betrieben.
Zu den Kollaborateuren bei Radio Paris zählten ab 1940 Jacques Doriot und Philippe Henriot. Ab 1942 sendete Jean Hérold-Paquis täglich Nachrichtenberichte auf Radio Paris, in denen er regelmäßig zur „Zerstörung“ des Vereinigten Königreichs aufrief. Sein Schlagwort war „England wird wie Karthago zerstört werden!“ und erinnerte damit an Catos den Älterens Slogan „Carthago delenda est“.
Am 19. September 1941 sang Maurice Chevalier in Le Poste Parisien seinen letzten Erfolg, „Notre Espoir“, komponiert von seinem Begleiter Henri Betti.
Die Sendungen von Radio Paris waren als Gegenstück zu den BBC-Sendungen von Radio Londres gedacht, die von Persönlichkeiten des Freien Frankreichs wie Pierre Dac ausgestrahlt wurden. Dieser sang zur Melodie von „La Cucaracha“ den höhnischen Refrain „Radio Paris ment, Radio Paris ment, Radio Paris est allemand“ („Radio Paris lügt, Radio Paris lügt, Radio Paris ist deutsch“). Am 8. Mai 1942 wurde der Sender in Bourges von der Résistance in die Luft gesprengt.
Die Station wurde am Abend des 15. August 1944 im Zuge der Befreiung von Paris durch ein ausgebildetes Polizeikommando geschlossen. Jean Hérold-Paquis wurde am 11. Oktober 1945 im Fort de Châtillon (Département Seine) hingerichtet.